# EZSA LAK-11
Die EZSA LAK-11 Nida, benannt nach der litauischen Ortschaft, (russisch ЭЗСА ЛАК-11 Нида) ist ein in GFP-Bauweise gefertigtes Segelflugzeug der Sowjetunion. Sie wurde für die Standardklasse entwickelt. Das Kürzel LAK steht für Litowskaja Awiazionnaja Konstrukzija (Литовская Авиационная Конструкция), Litauische Flugzeugkonstruktion.

## Entwicklung
Die LAK-11 wurde zum Anfang der 1980er Jahre von einer Gruppe um Jonas Bankauskas im Sportflugzeug-Experimentalwerk der DOSAAF (Eksperimentalny sawod sportiwnoi awiazi) in Prienai entwickelt. Es war nach der LAK-9 und LAK-12 die dritte Konstruktion von EZSA aus glasfaserverstärktem Polyesterharz. Am 6. Juli 1982 führte der Werkspilot Stasis Naujalis den Erstflug durch. Nach den anschließenden Werks- und Mustererprobungen wurde 1985 die staatliche Zulassung erteilt. Produziert wurde nur eine kleine Anzahl.

## Aufbau
Die LAK-11 ist ein freitragender Schulterdecker aus glasfaserverstärktem Polyesterharz mit einteiliger Kabinenhaube. Sie besitzt einen zweiteiligen Doppeltrapezflügel mit Bremsklappen und sich gegenseitig überlappenden Wölbklappen und Querrudern.  Das Leitwerk ist in T-Form ausgeführt. Das Fahrwerk besteht aus dem einziehbaren Hauptrad im Bereich des Schwerpunkts.

## Technische Daten
| Kenngröße                       | Daten                        |
| ------------------------------- | ---------------------------- |
| Besatzung                       | 1                            |
| Spannweite                      | 15,00 m                      |
| Länge                           | 6,75 m                       |
| Höhe                            | k. A.                        |
| Flügelfläche                    | 10,20 m²                     |
| Flügelstreckung                 | 22                           |
| Leermasse                       | 220 kg                       |
| Wasserballast                   | 150 kg                       |
| Startmasse                      | maximal 480 kg               |
| Flächenbelastung                | 28–46 kg/m²                  |
| Beste Gleitzahl                 | 42 bei 110 km/h              |
| Geringstes Sinken               | 0,56 m/s bei 75 km/h         |
| Mindestgeschwindigkeit          | 65 km/h bei 330 kg Flugmasse |
| Zulässige Höchstgeschwindigkeit | maximal 270 km/h             |